# Övraby församling, Lunds stift
Övraby församling var en församling i Lunds stift och i Tomelilla kommun. Församlingen uppgick 2002 i Smedstorps församling.

## Administrativ historik
Församlingen har medeltida ursprung. År 1635 införlivades Nedraby. 
Församlingen var till 1962 moderförsamling i pastoratet Övraby och Benestad, som från 1947 även omfattade Högestads och Baldringe församlingar. Från 1962 till 1972 var församlingen annexförsamling i pastoratet Glemminge, Tosterup, Bollerup, Ingelstorp och Övraby. Från 1972 till 2002 var den annexförsamling i pastoratet Smedstorp, Kverrestad, Tosterup, Bollerup och Övraby, som från 1983 även omfattade Östra Ingelstads församling. Församlingen uppgick 2002 i Smedstorps församling.

## Kyrkor
- Övraby kyrka